# Chrysopilus montanorum
Chrysopilus montanorum är en tvåvingeart som beskrevs av Paramonov 1962. Chrysopilus montanorum ingår i släktet Chrysopilus och familjen snäppflugor. Inga underarter finns listade i Catalogue of Life.